# Laheküla (Hiiumaa)
Laheküla is een plaats in de Estlandse gemeente Hiiumaa, provincie Hiiumaa. De plaats heeft de status van dorp (Estisch: küla).
Tot in oktober 2017 behoorde Laheküla tot de gemeente Käina. In die maand werd Käina bij de fusiegemeente Hiiumaa gevoegd.

## Bevolking
Het dorp had 10 inwoners op 31 december 2011 en 5 inwoners op 31 december 2021.

## Ligging
Laheküla ligt aan de noordkant van de Baai van Käina (Estisch: Käina laht), de binnenzee tussen de eilanden Hiiumaa en Kassari. Ten westen van het dorp ligt de vlek Käina.

## Geschiedenis
De plaats werd voor het eerst genoemd in 1945 onder de naam Lahe-Nurme, een nieuw dorp dat was afgesplitst van Putkaste. In de jaren daarna werd het dorp steeds vaker alleen Lahe genoemd. In 1970 was dat de officiële naam. In 1977 werd het dorp bij de vlek Käina gevoegd. In 1997 werd het weer een zelfstandig dorp, maar nu onder toevoeging van küla (‘dorp’) aan de naam.